# Gerritjan van Oven
Gerrit Johan Willem (Gerritjan) van Oven (Den Haag, 3 juni 1948 – Oegstgeest, 18 maart 2025) was een Nederlands jurist en politicus. Hij was officier van justitie in Amsterdam, advocaat-generaal aan het Gemeenschappelijk Hof van Justitie van de Nederlandse Antillen en Aruba en rechter aan het Gerechtshof Den Haag. Namens de Partij van de Arbeid was hij lid van de Tweede Kamer der Staten-Generaal.

## Loopbaan
Gerritjan van Oven was aanvankelijk lid van de PPR, waarvoor hij lid van het partijbestuur was, meermaals op de kieslijst voor de Tweede Kamerverkiezingen stond en fractie-assistent in de gemeenteraad van Amsterdam was. Hij stapte in 1977 als secretaris-buitenland met het hele hoofdbestuur op over de politieke koers van de partij na de grote verkiezingsnederlaag bij de Tweede Kamerverkiezingen 1977. Eind 1981 verliet hij samen met enkele andere partijprominenten de PPR. Nadat een poging om een nieuwe partij op te richten mislukte, sloot hij zich aan bij de PvdA.
Tussen 1983 en 1990 was hij officier van justitie in Amsterdam, belast met achtereenvolgens drugszaken en fraudezaken. Hij kwam onder meer in het nieuws bij de zwartgeldaffaire bij Ajax, en een zaak tegen muziekproducent Hans van Hemert. In 1990 vertrok hij naar Curaçao, om advocaat-generaal aan het Gemeenschappelijk Hof van Justitie van de Nederlandse Antillen en Aruba te worden. Hij was daar tevens fiscaal bij de krijgsraad.
In 1994 werd hij namens de PvdA gekozen in de Tweede Kamer. Hij behield daarnaast als uitzondering nog enkele maanden zijn functie op Curaçao. Hij hield zich bezig met justitie en Europese zaken. In 1998 diende hij samen met zijn fractiegenoot Peter van Heemst een initiatiefvoorstel in om strenger optreden tegen ambtelijke corruptie mogelijk te maken. Hij bemoeide zich ook actief met Antilliaanse zaken. In 2000 diende Van Oven een initiatiefwet in die er voor moest zorgen dat Nederland niet langer zijn meerderheid in de Rijksministerraad kan gebruiken om regels op te leggen aan de Caribische landen van het Koninkrijk zonder de parlementen erbij te betrekken. Dit betrof een wijziging van het Statuut voor het Koninkrijk der Nederlanden wat een lange procedure betreft. Ook was er in Nederland weinig animo voor waardoor dit op de plank bleef liggen. Nadat een wijziging hierop, in 2016 ingediend door zijn partijgenoot Roelof van Laar waarbij er op de Algemene maatregel van rijksbestuur een uitzondering kwam in uitzonderlijke gevallen en voor een beperkte duur, werd in Nederland de wet aangenomen. In 2019 namen de Staten van Curaçao de wet aan en in 2020 de Staten van Sint Maarten. De Staten van Aruba vertraagden de wet en namen deze pas medio 2023 aan waardoor de wet per 1 januari 2024 in ging. Bij de Tweede Kamerverkiezingen 2002 werd Van Oven door het grote verlies van zijn partij niet herkozen. In september van dat jaar kwam hij alsnog opnieuw in de Kamer, als opvolger van Dick Benschop. Bij de Tweede Kamerverkiezingen 2003 stond Van Oven niet meer op de kandidatenlijst. Van 2005 tot 2018 was hij werkzaam als rechter aan het Gerechtshof in Den Haag.

## Privéleven
Van Oven is een kleinzoon van minister van Justitie Julius Christiaan van Oven, die diende in het kabinet-Drees III. 
Hij overleed in 2025 op 76-jarige leeftijd.
- Parlement.com: vg09llljnmt9
- Virtual International Authority File: 288339644